# Earth Radiation Budget Satellite
Der Earth Radiation Budget Satellite (ERBS) war ein von der NASA gebauter Forschungssatellit, der am 5. Oktober 1984 gestartet wurde, um die Strahlungsintensität der Erde und die Menge an stratosphärischem Aerosol-Gas zu messen. Er ist am 8. Januar 2023 in der Beringsee auf die Erde niedergegangen.

## Missionsverlauf

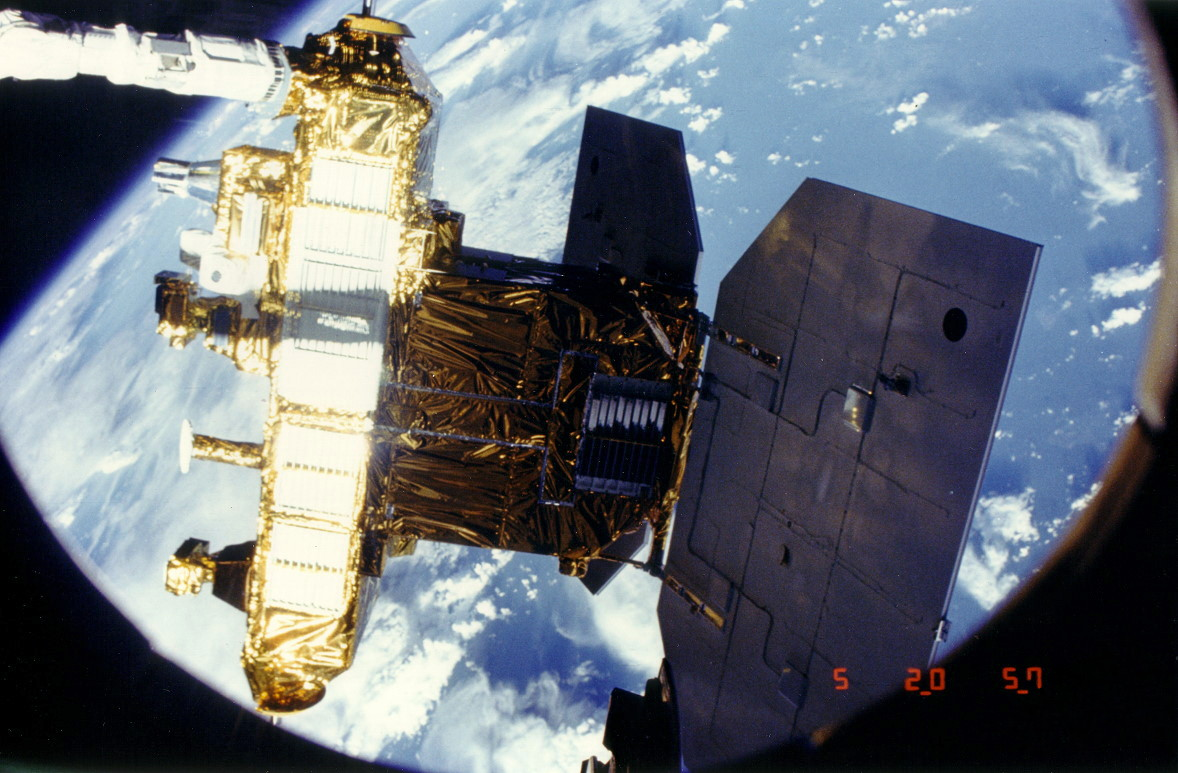
ERBS während der Stationierung durch das Space Shuttle Challenger

Der Satellit wurde mit dem Space Shuttle Challenger in den Low Earth Orbit geschossen und von der Astronautin Sally Ride während der Mission STS-41-G stationiert. Der Satellit hatte zuerst eine geplante Lebenszeit von zwei Jahren. Er sendete aber noch nach mehr als zwei Jahrzehnten Daten über die Ozonschicht. Schließlich wurde das Projekt aus finanziellen Gründen am 14. Oktober 2005 beendet, sodass ERBS eine der längsten Raumfahrt-Missionen aller Zeiten war.
Die amerikanische Raumfahrtbehörde NASA teilte am 6. Januar 2023 mit, dass der 2.450 kg schwere Satellit am Sonntag, den 8. Januar 2023, um ca. 18:40 Uhr EST mit einer Unsicherheit von ±17 Stunden wieder in die Atmosphäre eintreten sollte.

## Durchgeführte Experimente
ERBS war einer von drei Satelliten im Earth Radiation Budget Experiment und beherbergte zwei Instrumente: Den ERBE-Scanner, drei Detektoren, welche die langwellige Strahlung, die kurzwellige Strahlung und die vollständige Energie der Strahlung von der Erde maß, und den ERBE-Non-Scanner, 5 Detektoren, die die ganze Energie der Sonne und die Kurzwelle und die gesamte Energie von der gesamten Erde und unter dem Gebiet des Satelliten maß. Zusätzlich transportierte ERBS das Stratospheric Aerosol and Gas Experiment (SAGE II).

### Einfluss im Montreal-Protokoll
Die ERBS-Daten über die Ozonschicht waren maßgeblich für die Entscheidung der internationalen Gemeinschaft, die im Rahmen des Montreal-Protokolls den Ausstoß von FCKW in den Industrieländern verbot.

### Andere Satelliten im ERBE-Projekt
Ein zweites ERBE-Experiment wurde mit dem NOAA-9-Satelliten im Januar 1985 und ein drittes Experiment mit dem NOAA-10-Satelliten im Oktober 1986 gestartet.